# Muralles d'Ascó
Les Muralles d'Ascó és una obra d'Ascó (Ribera d'Ebre) declarada bé cultural d'interès nacional.

## Descripció
La Vila d'Ascó es trobava encerclada per un mur fortificat del qual se'n conserven alguns trams. Aquests es concentren a l'altura del carrer de la Mola, de la Plaça Nova, del Carrer Cavaller i del Carrer Trinquet. Algunes parts queden ocultes entre les cases que es van construir al seu voltant. La part més ben conservada es localitza a la zona del carrer de la Mola i la Plaça Nova, on és visible un mur de certa alçada fet de petits carreus de pedra disposats en filades regulars. Al darrer tram s'observen restes d'arcs de pedra que es desconeix si pertanyen a la mateixa construcció.

## Història
El 14 de gener de 1594, Fra Jaume de Montcada, Comanador d'Ascó, redactà uns Capítols per ajuntar la "Vila de Dins" amb la "Vila de Fora" d'Ascó, o sigui els moriscos i els cristians:
"Mes lo portal de la molinera se haya de mudar y possar a hont convinga y murar tot lo poble que no hage diversitat de dins ni de fora".
Al Capbreu del 3 de 1607, es pot llegir: "Una casa, obrador de Pau Quexeres i Lluís Quexeres, en la Mola que afronta ab la murada de la Vila, de altra part ab la Riba del Preno".
Al llibre de judicatura de 1693, trobem: "La casa de Pere Sans que afronta ab un corral fins al camí de Flix, dit lo Corral Llarch i travesse un perche...".